# 235
Năm 235 là một năm trong lịch Julius. 